# Kosmos 103
Kosmos 103 – radziecki testowy satelita telekomunikacyjny z serii Strzała 2, którego celem było sprawdzenie rozwiązań technicznych, które miały być zastosowane w seryjnych satelitach Strzała 2M. 